# Wällufsbygdens hembygdsmuseum
Wällufsbygdens hembygdsmuseum är ett arbetslivsmuseum i den gamla prästgården intill Välluvs kyrka i Påarp i Helsingborgs kommun. Det drivs av Wällufsbygdens hembygdsförening, som bildades 1969 för att tillvarata och bevara  föremål från orten för framtiden. 
Museet består av fyra byggnader. En korsvirkesbyggnad i gult tegel från 1807, två tidigare ekonomibyggnader från omkring 1930 och en år 1994 uppförd korsvirkeslänga. Söder om byggnaderna finns en trädgård med perenner, bärbuskar och kryddväxter, samt en rosenträdgård med ett femtiotal olika rosor.
Bland utställningsföremålen kan nämnas en tidstypisk smedja, en lanthandel och en skolsal samt utrustning från olika hantverkare. I vagnsmuseet finns en brandbil från Mörarps Brandkår från 1937 med full utrustning, flera jordbruksmaskiner och en likvagn från slutet av 1800-talet.
I det så kallade Påarpsrummet visas foton från byn och dess omgivningar i äldre tid och i museets arkiv finns material från nedlagda lokala föreningar. 